# Smash (альбом Мартина Сольвейга)
Smash — пятый студийный альбом французского DJ и продюсера Мартина Сольвейга. Релиз состоялся 6 июня 2011 года на музыкальном лейбле Mercury Records. Выходу пластинки предшествовал выход 5 октября 2009 года первого сингла — «Boys & Girls», записанная при участии канадской электро-поп-группы Dragonette, имевшего ограниченный успех в чартах. Второй сингл — «Hello» был выпущен 27 сентября 2010 года, и стал мировым хитом, став лидером в пяти странах. «Ready 2 Go» был выпущен в качестве третьего сингла 28 марта 2011 года.

## Список композиций
| №                   | Название                                                 | Автор(ы)                         | Продюсер(ы)                    | Длительность |
| ------------------- | -------------------------------------------------------- | -------------------------------- | ------------------------------ | ------------ |
| 1.                  | «Hello» (при участии Dragonette)                         | Мартин Сольвейг, Мартина Сорбара | Мартин Сольвейг                | 4:41         |
| 2.                  | «Ready 2 Go» (при участии Келе)                          | Мартин Сольвейг, Келе Окереке    | Мартин Сольвейг                | 4:24         |
| 3.                  | «The Night Out»                                          | Сольвейг                         | Мартин Сольвейг                | 4:43         |
| 4.                  | «Can't Stop» (при участии Dragonette)                    | Сольвейг, Сорбара                | Мартин Сольвейг, Майкл Торжман | 3:37         |
| 5.                  | «Racer 21»                                               | Мартин Сольвейг, Майкл Торжман   | Мартин Сольвейг, Майкл Торжман | 3:10         |
| 6.                  | «We Came to Smash (In a Black Tuxedo)» (при участии Dev) | Сольвейг, Dev                    | Мартин Сольвейг, Жульен Жабре  | 3:23         |
| 7.                  | «Big in Japan» (при участии Dragonette и Idoling!!!)     | Сольвейг, Sorbara                | Мартин Сольвейг                | 4:18         |
| 8.                  | «Get Away from You»                                      | Сольвейг                         | Мартин Сольвейг                | 2:24         |
| 9.                  | «Boys & Girls» (featuring Dragonette)                    | Сольвейг                         | Мартин Сольвейг                | 3:44         |
| 10.                 | «Let's Not Play Games» (при участии Sunday Girl)         | Сольвейг, Jade Williams          | Мартин Сольвейг, Жульен Жабре  | 3:14         |
| Общая длительность: | Общая длительность:                                      | Общая длительность:              | Общая длительность:            | 37:38        |

| №   | Название                                               | Длительность |
| --- | ------------------------------------------------------ | ------------ |
| 11. | «Ready 2 Go (Arno Cost Remix)» (при участии Келе)      | 6:46         |
| 12. | «Hello (Sidney Samson Remix)» (при участии Dragonette) | 5:18         |
| 13. | «Ready 2 Go (Hardwell Remix)» (при участии Келе)       | 6:34         |
| 14. | «Hello (Michael Woods Remix)» (при участии Dragonette) | 7:18         |

## Чарты
| Чарт (2011–12)                          | Высшая позиция |
| --------------------------------------- | -------------- |
| Бельгия/Валлония (Ultratop)             | 37             |
| Франция (SNEP)                          | 18             |
| Германия (Offizielle Top 100)           | 84             |
| Швейцария (Schweizer Hitparade)         | 77             |
| США (Billboard Dance/Electronic Albums) | 22             |
| США (Billboard Top Heatseekers Albums)  | 36             |

## История релиза
| Страна   | Дата               | Формат                   | Лейбл            |
| -------- | ------------------ | ------------------------ | ---------------- |
| Франция  | 6 июня 2011 года   | Цифровая дистрибуция     | Mercury Records  |
| Франция  | 13 июня 2011 года  | CD                       | Mercury Records  |
| Германия | 17 июня 2011 года  | CD, цифровая дистрибуция | Kontor Records   |
| США      | сентябрь 2011 года | CD, цифровая дистрибуция | Big Beat Records |